# (31482) Caddell
1999 CK48 (asteroide 31482) é um asteroide da cintura principal. Possui uma excentricidade de 0.07584550 e uma inclinação de 3.09490º.
Este asteroide foi descoberto no dia 10 de fevereiro de 1999 por LINEAR em Socorro.